# Diocesi di Tubune di Mauritania
La diocesi di Tubune di Mauritania (in latino Dioecesis Tubunensis in Mauretania) è una sede soppressa e sede titolare della Chiesa cattolica.

## Storia
Tubune di Mauritania, nell'odierna Algeria, è un'antica sede episcopale della provincia romana della Mauritania Cesariense.
Di questa sede non si conosce alcun nome di vescovo, ma solamente che nel 484 era sede vacante.
Dal 1933 Tubune di Mauritania è annoverata tra le sedi vescovili titolari della Chiesa cattolica; dal 4 marzo 2014 il vescovo titolare è Peter Leslie Smith, vescovo ausiliare di Portland.

## Cronotassi dei vescovi titolari
- Joseph-Simon-Herman Brunault † (30 settembre 1899 - 28 gennaio 1904 succeduto vescovo di Nicolet)
- Isidore Klaus, S.M.A. † (4 marzo 1904 - 20 novembre 1905 deceduto)
- Francis John Brennan † (10 giugno 1967 - 29 giugno 1967 nominato cardinale diacono di Sant'Eustachio)
- Luis Mario Martínez de Lejarza Valle, S.I. † (8 gennaio 1968 - 8 aprile 1980 deceduto)
- Silvano Piovanelli † (28 maggio 1982 - 18 marzo 1983 nominato arcivescovo di Firenze)
- Giacomo Babini † (25 luglio 1987 - 7 dicembre 1991 nominato vescovo di Pitigliano-Sovana-Orbetello)
- Hernán Alvarado Solano † (13 febbraio 2001 - 31 gennaio 2011 deceduto)
- Peter Leslie Smith, dal 4 marzo 2014